# Unterhaltungssoftware Selbstkontrolle

Logo der USK
Es wird seit der Überarbeitung der Außendarstellung im August 2010 verwendet.

Historisches Logo der USK, das bis August 2010 verwendet wurde

Die Unterhaltungssoftware Selbstkontrolle (USK) ist in Deutschland die verantwortliche Stelle für die Altersfreigabe von Videospielen sowie Videospiel-Trailern. Die USK-Kennzeichnungen finden sich aber auch auf Spielen in der Schweiz oder Österreich, da für den deutschsprachigen Raum oft nur eine Version produziert wird, sie haben in diesen Ländern (abgesehen vom österreichischen Bundesland Salzburg) aber keine Gültigkeit.
Träger der USK ist seit dem 31. Mai 2008 die Freiwillige Selbstkontrolle Unterhaltungssoftware GmbH in Berlin. Geschäftsführerin ist Elisabeth Secker. Als Gesellschafter der GmbH fungiert der game – Verband der deutschen Games-Branche e. V. Gemäß dem Prinzip einer halbstaatlichen Selbstkontrolle gewährleistet die USK die Organisation der Prüfungen, die jeweiligen Altersentscheidungen fällen jedoch von dem Beirat benannte Sachverständige in Zusammenarbeit mit den ständigen Vertretern der Obersten Landesjugendbehörden bei der USK. Die USK hat seit ihrer Gründung 1994 über 30.000 Spieletitel auf ihre Kinder- und Jugendtauglichkeit überprüft. Im Jahr 2012 wurden insgesamt 2283 Prüfungen durchgeführt.

## Bedeutung der Freigaben

### Altersfreigaben
Waren die Freigaben der USK anfangs Empfehlungen, so sind es seit der Novellierung des Jugendschutzgesetzes (JuSchG) 2003 verpflichtende Alterseinstufungen, die sowohl auf der Verpackung des Spiels als auch auf dem Datenträger deutlich erkennbar kenntlich gemacht sein müssen. Die Altersstufen sind im JuSchG in § 14 Absatz 2 festgeschrieben. Gemäß JuSchG darf Jugendlichen in der Öffentlichkeit ein Spiel nur dann zugänglich gemacht werden, wenn es für die entsprechende Altersstufe freigegeben und gekennzeichnet ist. Dies betrifft vor allem die im Einzelhandel vertriebenen Datenträger mit Spielen. Die Spiele dürfen offen zum Verkauf ausgelegt und angeboten werden, sofern bei der Abwicklung eines Kaufs das Alter des Käufers überprüft wird.
Eine verschärfte Regelung gilt für Spiele ohne Jugendfreigabe (USK 18): sie sind vom Versandhandel und vom Einzelhandel außerhalb von Geschäftsräumen (zum Beispiel Verkaufsstand oder Kiosk) ausgeschlossen. Das Gesetz definiert den Begriff Versandhandel als ein Geschäft ohne persönlichen Kontakt, bei dem nicht sichergestellt ist, dass kein Versand an Kinder und Jugendliche erfolgt (§ 1 Abs. 4 JuSchG). Versandhändler, die eine Altersverifikation ihrer Kunden durchführen (beispielsweise per Postident-Verfahren), sind somit von dieser Regelung nicht erfasst. Nicht gekennzeichnete Spiele werden grundsätzlich wie Spiele ohne Jugendfreigabe (18) behandelt (§ 12 Abs. 3 JuSchG) und können von der Bundeszentrale für Kinder- und Jugendmedienschutz indiziert werden. Der Elektrofachhandel in Deutschland bietet fast nur von der USK gekennzeichnete Spiele an, während man in Videotheken – insbesondere solchen mit 18er-Abteilung – auch USK-ungeprüfte und/oder indizierte Spiele kaufen und leihen kann. Seit dem 1. Januar 2023 werden die bewährten Alterskennzeichen auf der Rückseite der Spieleverpackungen auch um „Gründe der Altersfreigabe“ und „Hinweise zur Nutzung“ erweitert.
Die USK-Freigaben lauten:
| Etikett 1994–2003                | Etikett 2003–2009                   | Etikett seit 2009 | Text auf dem Etikett seit Juni 2009 | Aktuelle Kennzeichnung (§ 14 Abs. 2 JuSchG) |
| -------------------------------- | ----------------------------------- | ----------------- | ----------------------------------- | ------------------------------------------- |
| Geeignet ohne Altersbeschränkung | Freigegeben ohne Altersbeschränkung | USK ab 0 (weiß)   | USK ab 0 freigegeben                | Freigegeben ohne Altersbeschränkung         |
| Geeignet ab 6 Jahren             | Freigegeben ab sechs Jahren         | USK ab 6 (gelb)   | USK ab 6 freigegeben                | Freigegeben ab sechs Jahren                 |
| Geeignet ab 12 Jahren            | Freigegeben ab zwölf Jahren         | USK ab 12 (grün)  | USK ab 12 freigegeben               | Freigegeben ab zwölf Jahren                 |
| Geeignet ab 16 Jahren            | Freigegeben ab sechzehn Jahren      | USK ab 16 (blau)  | USK ab 16 freigegeben               | Freigegeben ab sechzehn Jahren              |
| Nicht geeignet unter 18 Jahren   | Keine Jugendfreigabe                | USK 18 (rot)      | USK ab 18                           | Keine Jugendfreigabe                        |

### Weitere Kennzeichnungen
Von den Einschränkungen gänzlich ausgeschlossen sind Spiele zu Informations-, Illustrations- oder Lehrzwecken, die als Info- oder Lehrprogramm gekennzeichnet sind, sofern sie „offensichtlich nicht die Entwicklung von Kindern und Jugendlichen beeinträchtigen“ (§ 14 Abs. 7 JuSchG). Im Zweifelsfall entscheidet die oberste Landesbehörde darüber und kann nach eigenem Ermessen Kennzeichnungen widerrufen.
| Etikett | Text auf dem Etikett                     | Aktuelle Kennzeichnung (§ 14 Abs. 2 JuSchG)                                            |
| ------- | ---------------------------------------- | -------------------------------------------------------------------------------------- |
|         | Einstufung ausstehend USK Rating pending | Einstufung ausstehend                                                                  |
|         | Infoprogramm gemäß § 14 JuSchG           | „Die Entwicklung und Erziehung von Kindern und Jugendlichen wird nicht beeinträchtigt“ |
|         | Lehrprogramm gemäß § 14 JuSchG           | „Die Entwicklung und Erziehung von Kindern und Jugendlichen wird nicht beeinträchtigt“ |

### Formale Gestaltung
Die USK-Kennzeichen haben gemäß § 12 Abs. 2 JuSchG eine Größe von 1.200 mm² (34,6 mm × 34,6 mm) auf der äußeren Verpackung und 250 mm² (15 mm × 15 mm) auf dem Datenträger selbst.
Es werden Ausnahmen für Datenträger gemacht, die in der Größe unter 2.000 mm² fallen, wie zum Beispiel den Game Cards für Nintendo 3DS und Nintendo Switch. Bei diesen wird für die Freigaben ohne Altersbeschränkung und ab sechs Jahren auf eine Kennzeichnung auf dem Datenträger generell verzichtet, während für Freigaben ab zwölf, sechzehn und achtzehn Jahren statt des formalen USK-Symbols ein kleiner Text wie „Frei ab 12 Jahre“ gedruckt wird.

## Prüfverfahren
Spielehersteller können ihre Produkte bei der USK gegen Gebühr einstufen lassen. Dieses Verfahren führt in der Regel zu einer der fünf Kennzeichnungen gemäß JuSchG. Das Prüfgremium unter dem Vorsitz von einem der ständigen Vertreter der Obersten Landesjugendbehörden hat gemäß JuSchG § 14, Absatz 3 auch die Pflicht, die Kennzeichnung zu verweigern, zum Beispiel, wenn es zur Auffassung gelangt, das geprüfte Medium sei schwer jugendgefährdend oder erfülle einen Straftatbestand (beispielsweise Gewaltverherrlichung). In solchen Fällen kann eine Indizierung des Spiels durch die Bundeszentrale für Kinder- und Jugendmedienschutz (BzKJ) erfolgen. Das betrifft vor allem Versionen für den außerdeutschen, europäischen Markt (sogenannte Euro-Versionen), die von Händlern und Spielern nach Deutschland importiert werden. Erhält ein Spiel dagegen ein Kennzeichen der USK, so kann es seit der Novelle des JuSchG 2003 nicht mehr indiziert werden.
Bei der USK werden die Spiele einzeln von den ehrenamtlichen Sichtern oftmals mithilfe von Lösungshilfen und Zusatzmaterial der Einreicher vollständig durchgespielt. Für das Gutachtergremium wird daraufhin eine Präsentation mit besonderem Schwerpunkt auf jugendschutzrelevanten Inhalten erstellt. Die Sichter stehen den Gutachtern für alle offenen Fragen zur Verfügung. Gutachter können auf Wunsch auch einzelne Spielabschnitte selber spielen, um sich ein genaueres Bild zu machen.
Die ständigen Vertreter der Obersten Landesjugendbehörden (OLJB), die federführend für den Jugendschutz sind, wirken in den Prüfgremien der USK mit und erteilen auf dieser Grundlage die Altersfreigaben. Die Gutachter sind unabhängig. Sie haben zum Beispiel als Pädagogen, Journalisten, Sozialwissenschaftlern oder Jugendbeauftragte Erfahrungen in der Jugendarbeit, sind am interaktiven Medium interessiert und weder in Hard- noch Softwareindustrie beschäftigt.
Seit August 2018 ist auch eine USK-Einstufung von digitalen Spielen möglich, wenn diese verfassungswidrige Symbole wie das Hakenkreuz enthalten. Hintergrund ist eine geänderte Rechtsauffassung der OLJB, die nunmehr davon ausgeht, dass die in § 86 Abs. 3 StGB festgeschriebene Sozialadäquanzklausel nicht nur für althergebrachte Medien wie Filme, sondern auch für Computerspiele gilt. Die Sozialadäquanzklausel ermöglicht die Abbildung verfassungswidriger Symbole, sofern diese der „staatsbürgerlichen Aufklärung, der Abwehr verfassungswidriger Bestrebungen, der Kunst oder der Wissenschaft, der Forschung oder der Lehre, der Berichterstattung über Vorgänge des Zeitgeschehens oder der Geschichte oder ähnlichen Zwecken“ dienen. Als erstes Spiel profitierte von dieser neuen Rechtsauffassung das Adventure „Through the Darkest of Times“, in dem der Spieler eine Widerstandsgruppe während der Zeit des Nationalsozialismus organisieren muss.
Die USK überprüfte nach den gesetzlichen Vorgaben bis 2016 nur Spiele, welche auf physischen Datenträgern vorgelegt wurden. Werden Spiele online, kostenlos oder gegen Gebühr als Download vertrieben, so gelten die Bestimmungen des Jugendmedienschutz-Staatsvertrags (JMStV). So war zum Beispiel der kostenlose Comic-Egoshooter World of Padman mehrere Jahre ohne USK-Einstufung verbreitet worden, bis er im Dezember 2010 von Dritten zur Prüfung vorgelegt wurde und „ab 12 Jahren“ eingestuft wurde. Für Vertrieb über das Internet und gleichzeitigen Verkauf als Datenträger (zum Beispiel Steam) resultieren hieraus verschiedene unbeantwortete Rechtsfragen. Die USK arbeitet darauf hin, ihre Kompetenzen auf alle Spiele unabhängig von der Distributionsform auszuweiten, etwa auch auf Browserspiele. Seit einer Reform des JMStV von 2016 kann nunmehr für Fassungen von Filmen und Spielen in Telemedien, also Online-Angebote, das Kennzeichnungsverfahren nach dem JuSchG durchgeführt werden, wenn diese wie Trägermedien vorlagefähig sind (§ 12 Satz 2 JMStV).
Mit der Novellierung des Jugendschutzgesetzes von Mai 2021 wurde das Prüfverfahren um einen weiteren Teil ergänzt. Seit dem 1. Januar 2023 prüfen die Gremien, ob neben jugendschutzrelevanten Inhalten auch Zusatzfunktionen wie Kauf- und Kommunikationsmöglichkeiten eine Auswirkung auf die Alterseinstufung haben. Dabei werden jeweilige Funktionen gegen die Vorsorgemaßnahmen der Anbieter abgewägt. Unter Vorsorgemaßnahmen sind u. a. Parental-Control-Systeme zu verstehen, mit denen Eltern beispielsweise In-Game-Käufe limitieren oder deaktivieren können.

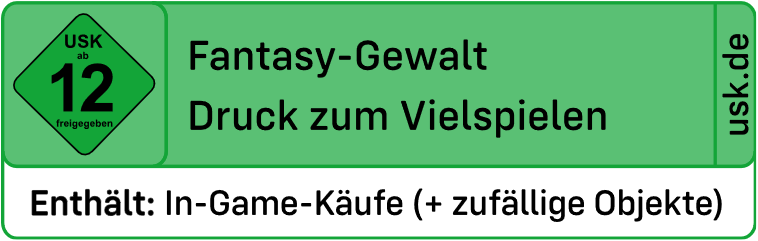
USK ab 12 – mit Zusatzhinweisen

Im Zuge dieser Änderung wurden auch die Kennzeichen auf den Spieleverpackungen verändert. Teil des Prüfverfahrens ist es jetzt auch die „Gründe für die Altersfreigabe“ und die „Hinweise zur Nutzung“ festzulegen, welche beide auf der Rückseite der Verpackung abgedruckt werden. Die „Gründe für die Altersfreigabe“ nennen die wesentlichen jugendschutzrelevanten Aspekte, welche zu der entsprechenden Altersfreigabe geführt haben. Sortiert nach der Gewichtung werden dafür bis zu drei Begriffe aufgeführt, wie z. B. Gewalt, Horror und Glücksspielthematik. Unter diesem Feld werden in den „Hinweisen zur Nutzung“ die medienrelevanten Zusatzfunktionen eines Spiels aufgeführt, wie z. B. In-Game-Käufe und Chats. Neben der Packungsrückseite finden sich diese Begriffe auch in der USK-Titeldatenbank und auf entsprechenden Online-Plattformen.
Die USK vergibt als Mitgründerin der International Age Rating Coalition (IARC) gemeinsam mit anderen offiziellen Institutionen auf der ganzen Welt auch Alterskennzeichen für Online-Spiele und alle anderen Arten von Apps. Die USK-Alterskennzeichen werden im Google Play Store, Windows Store und Firefox Marketplace angezeigt.

## Kritik am Freigabesystem

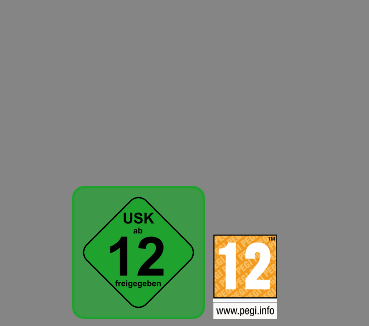
Größenvergleich des USK-Logos (links, 3,5×3,5 cm) und eines PEGI-Logos im gleichen Maßstab. Der graue Hintergrund zeigt die Größe einer Nintendo-DS-Spieleverpackung.

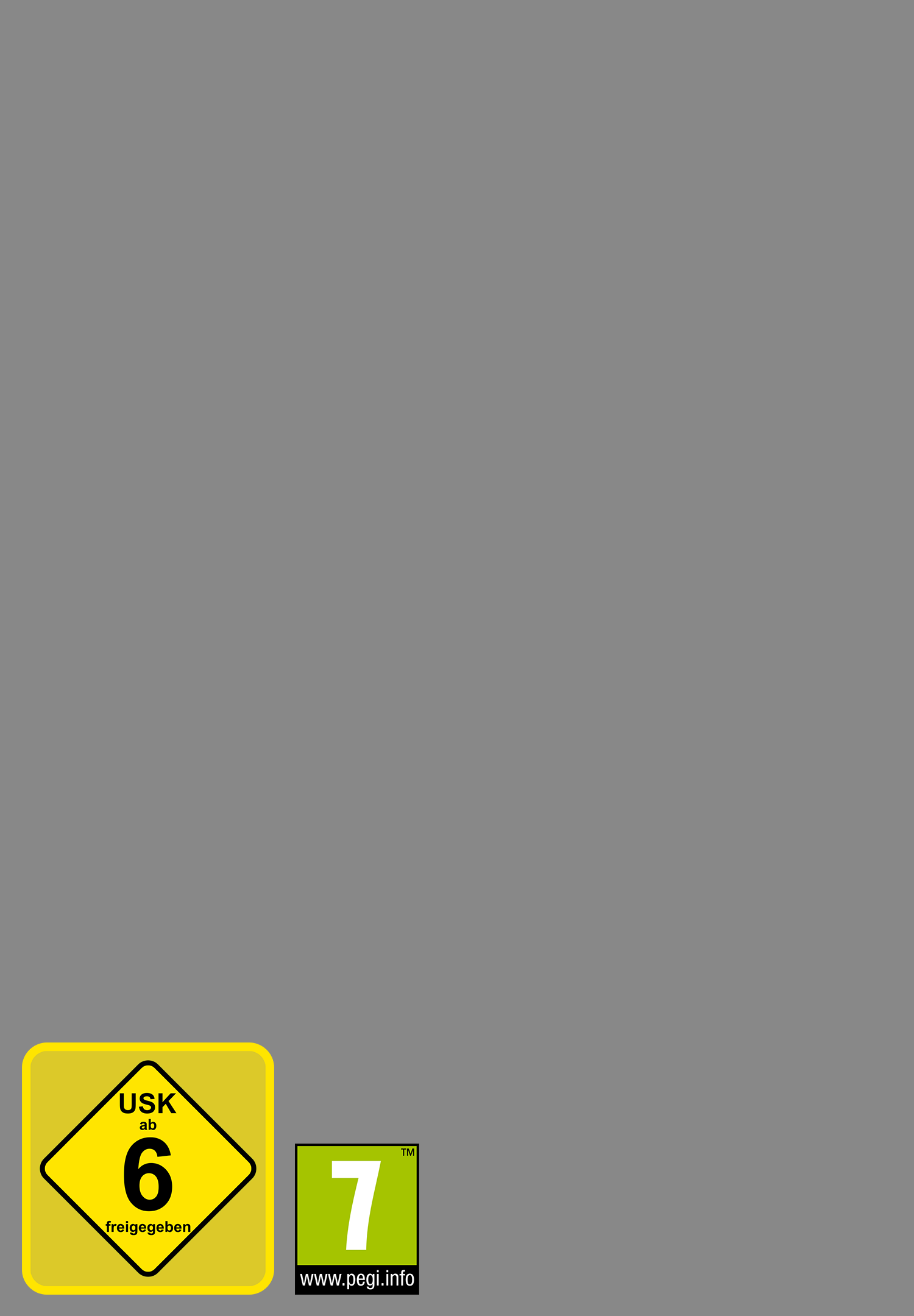
Ein weiterer Größenvergleich, mit den Logos beider Organisationen wie sie auf z. B. der Verpackung eines Spiels für die Wii oder die Xbox 360 gedruckt würden.

Die USK ist laut JuSchG, § 14, Absatz 3, verpflichtet, Medien, die jugendgefährdend oder nach § 15, Abs. 2, Nr. 1–5 JuSchG als „schwer jugendgefährdend“ eingestuft wurden, nicht zu kennzeichnen. Für das Einhalten dieser Verpflichtung wird die USK von verschiedenen Seiten kritisiert. Solche ungekennzeichneten Medien können durch die Bundeszentrale für Kinder- und Jugendmedienschutz (BzKJ) nach Entscheidung der Prüfstelle für jugendgefährdende Medien indiziert werden, schwer jugendgefährdende Medien müssen laut § 15, Abs. 2 wie indizierte Werke behandelt werden. Kritiker führen nun an, dass diese Werke dennoch, mit den in § 15, Abs. 1, Nr. 1–7 beschriebenen Auflagen in Deutschland vertrieben werden könnten (was manche Videotheken auch tun), beispielsweise als Grauimporte. Auch ein Kauf „hinter der Grenze oder im Internet“ sei denkbar.

### Selbstzensur
Andererseits wird besonders von Seiten der Spieler kritisiert, dass Hersteller in seltenen Fällen unter Anwendung von Selbstzensur eine Version ihres Produkts speziell für den deutschen Markt programmieren, um damit einer Verweigerung der USK-Kennzeichnung und der darauf oft folgenden Indizierung durch die BPjM zu entgehen. Die Änderungen umfassen oft die Entfernung jeglicher Darstellung von Blut, die Beschneidung von Zwischensequenzen bis hin zur Abänderung der Hintergrundgeschichte (Beispiel: Soldier of Fortune II). Dass unter der Vorgabe des Jugendschutzes dabei meistens solche Produkte abgeändert werden, die sich von vornherein ausdrücklich an ein erwachsenes Publikum richten, und erst zensierte Spiele die USK-Einstufung „Keine Jugendfreigabe“ erhalten, wird als widersinnig empfunden.
Inzwischen gibt es auch Fälle, in denen Hersteller statt einer Anpassung für den deutschen Markt die Spiele weltweit mit weniger Gewaltdarstellungen als ursprünglich geplant veröffentlichen. Die entfernte Gewalt kann außerhalb Deutschlands in Form eines in Deutschland nicht erhältlichen (meist kostenfreien) DLCs nachgereicht werden. Der Publisher kann somit das Spiel in Deutschland als „unzensiert“ bewerben.
Einzelfälle von Selbstzensur mit Hinblick auf die PEGI-Einstufung sind ebenfalls bekannt. Das Ziel ist dabei eine niedrigere Einstufung (anstelle von wie bei der USK heutzutage überhaupt einer Freigabe).
Anstatt Spiele, denen die USK eine Einstufung verweigert, für den deutschen Markt abzuändern, gehen manche Publisher den Weg, diese gar nicht in Deutschland zu veröffentlichen. Ein prominentes Beispiel hierfür ist Microsoft, das den Titel Gears of War nicht in Deutschland anbot. Microsoft führte an, dass eine zensierte Version die Erwartungshaltung der Spieler in Deutschland an das hohe Niveau des Spieles nicht mehr erfülle. Auch sei die Kompatibilität über den Mehrspieler-Onlinedienst der Spielkonsole durch die nötigen tiefen Eingriffe dann nicht mehr gewährleistet.

### Hinweis auf fehlende Bindungskriterien
Der Fachverband Medienabhängigkeit e. V. weist in seiner Position vom Februar 2015 auf das Fehlen von „entwicklungsbeeinträchtigenden Bindungskriterien bei der Altersfreigabe von Computerspielen zur Prävention und Verhinderung einer Medienabhängigkeit“ in den die Leitkriterien der USK begründenden 15 verschiedenen „Aspekten der Wirkungsmacht“ hin. Mit Blick auf ein mögliches Abhängigkeitspotential von Computerspielen blieben bisher so „hochfrequente Belohnungsaspekte im Sinne der intermittierenden Verstärkung, die Dauer und die Frequenz eines Spiels oder auch soziale Faktoren“ in den USK-Leitkriterien außen vor und konnten bei der Bewertung nicht berücksichtigt.
Aufgrund der Novelle des JuSchG werden seit dem 1. Januar 2023 u. a. die Risikodimension „Förderung einer exzessiven Nutzung“ explizit genannt und kann damit künftig in die Altersbewertung mit einfließen. Beispielsweise können nun Aspekte wie negative Konsequenzen durch Nicht-Spielen (Verlust von Erfahrungspunkten, steigende Belohnungen durch sog. Comeback-Geschenke etc.) bei der Prüfung in den Blick genommen und jugendschutzrechtlich bewertet werden. Dies wurde in den Leitkriterien der USK unter dem Punkt „Schutz der persönlichen Integrität“ festgehalten.

## Ähnliche Organisationen
Weitere Organisationen der freiwilligen Selbstkontrolle, die durch Ermächtigung der obersten Landesbehörden nach § 14 Abs. 6 JuSchG verbindliche Kennzeichnungen im Sinne des Jugendschutzgesetzes vergeben, sind die FSK für Filme und die ASK für Automatenspiele.
In den meisten anderen Ländern Europas werden Spiele mit den unverbindlichen Empfehlungen der PEGI gekennzeichnet. In den USA bewertet das ESRB die Eignung von Computerspielen für Kinder und Jugendliche, in Japan die CERO.